# Mita Nag
Mita Nag, [মিতা নাগ] (* 2. Januar 1969) ist eine indische Sitar-Spielerin der bengalischen Bishnupur-Gharana.

## Familie und Ausbildung
Mita Nag ist die Tochter des Sitaristen Pandit Manilal Nag (* 1939) und Enkelin von Sangeet Acharya Gokul Nag; sie spielt ihr Instrument in sechster Generation. Mit ihrem vierten Lebensjahr begann sie mit dem Spielen auf der Sitar, zwei Jahre später unter Anleitung ihres Vaters. Seit 1979 tritt sie öffentlich auf. Mita Nag hat ein Masters-Studium in Englischer Literatur absolviert und einen Master of Philosophy in Englisch der University of Calcutta.

## Musikalische Karriere
Als Solomusikerin tritt Mita Nag auf Musikfestivals in Indien und im Ausland auf, darunter 1997 auf dem Swarna Samaroha Festival der Sangeet Natak Academi anlässlich der Feiern zur 50-jährigen Unabhängigkeit Indiens, sowie Veranstaltungen der Dover Lane Music Conference (2002 zum 50-jährigen Bestehen, 2011 zum 150. Geburtstag von Rabindranath Tagore, und 2013), dem Salt Lake Music Festival, dem World Music Institute in New York (2006) und dem Darbar Festival in London (2015).
Mita Nag gründete 2002 in Kalkutta die Gokul Nag Memorial Foundation im Gedenken an ihren Großvater zur Bewahrung und Förderung der hindustanischen Musik.

## Auszeichnungen
- Junior Talent Search Scholarship, Govt. of India, 1979[6]
- Junior Fellowship Award, Ministry of HRD, Govt of India, 1997
- Best Kalakar, Bharatiya Sanskriti Samsad, Kalkutta 1997
- Ranadhir Roy Smriti Samman, Viswabharati Shantiniketan, 2005
- Jadubhatta Award, Salt Lake Music Conference[7]